# 学校法人大乗淑徳学園
学校法人大乗淑徳学園（だいじょうしゅくとくがくえん）は、東京都板橋区に本部を置く学校法人。日本の浄土宗教育資団「淑徳」と財団法人大乗学園「巣鴨」とが合併して創設された。
なお、小石川淑徳学園中学校・高等学校（文京区）を運営する「学校法人淑徳学園」とはルーツを同じくするが、現在当学園とは別系列である。

## 起源
1892年（明治25年）、女子教育の発展のために輪島聞声が設立した「淑徳女学校」（現在の淑徳中学校・高等学校の前身）から始まる。 

## 設置校
本学園では、就学前教育機関である幼稚園を初等教育機関として扱っている。なお、かつては専門学校（専修学校専門課程）や日本語学校（各種学校）も運営していた。

### 大学
- 淑徳大学（1965年創立）
  - 千葉キャンパス（千葉県千葉市中央区）
  - 千葉第2キャンパス（千葉県千葉市中央区）
  - 埼玉キャンパス（埼玉県入間郡三芳町）
  - 東京キャンパス（東京都板橋区）

### 中学校・高等学校
本来「淑徳」とは「女性のしとやかで貞淑な徳」という意味であり、当初はいずれも女子を対象としていたが、現在は与野を除き男女共学となっている。
- 淑徳中学校・淑徳高等学校（1892年創立。東京都板橋区） - 学園設置校としては最古の学校である。
- 淑徳巣鴨中学校・淑徳巣鴨高等学校（1919年創立（中学校は1996年）。東京都豊島区）
- 淑徳与野中学校・淑徳与野高等学校（1946年創立（中学校は2005年）。埼玉県さいたま市中央区） - 学園唯一の女子校である。

### 小学校
- 淑徳小学校（1949年創立。東京都板橋区）

### 幼稚園
- 淑徳幼稚園（1948年創立。東京都板橋区）
- 淑徳与野幼稚園（1949年創立。埼玉県さいたま市中央区）

### 過去の設置校
- 淑徳大学短期大学部（旧：淑徳短期大学）（1946年創立、2025年閉学。東京都板橋区） - 卒業生への各種証明書発行については淑徳大学にて受け付けている[3]。

下記各校の卒業生・修了生への各種証明書発行についてはいずれも学園本部「募金・校友会室」にて受け付けている。
- 淑徳幼児教育専門学校（1944年創立、2012年閉校。東京都板橋区）
- 淑徳日本語学校（1994年創立、2023年閉校。東京都板橋区） - 2023年10月より淑徳大学に留学生別科を設置[5][6]。

## 関連施設
- 長谷川仏教文化研究所（千葉県千葉市中央区）
- ブラジル研修センター（ブラジル・サンパウロ）
- 蘇州淑徳語言学校（中国・江蘇省蘇州市）

## 関連法人
- 社会福祉法人淑徳福祉会（千葉県千葉市中央区）
  - 淑徳共生苑
  - 淑徳おゆみ診療所
- 株式会社ディーエスサービス（東京都板橋区）
- 社会福祉法人マハヤナ学園（東京都板橋区）